# Documento sobre la Fraternidad Humana
El Documento sobre la Fraternidad Humana por la Paz Mundial y la Convivencia Común, también conocido como Declaración de Abu Dabi, fue firmado por el papa Francisco y el Gran Imán de al-Azhar, Ahmed el-Tayeb en Abu Dabi, Emiratos Árabes Unidos, el 4 de febrero de 2019.
El documento subraya la obligación de musulmanes y cristianos de velar por toda persona humana. Hace un llamamiento particular a los líderes intelectuales y los medios de comunicación, para que promuevan la paz en esta época de peligro debido al «extremismo religioso y nacional». También pide poner fin a las guerras, al terrorismo y a la violencia en general, especialmente aquella revestida de motivos religiosos.
Para lograr los objetivos del documento, el 20 de agosto de 2019 se creó en Abu Dabi el Comité Supremo para la Fraternidad Humana con cristianos, musulmanes y judíos.
Tras la firma del documento se proyectó la Casa de la Familia Abrahámica, destinada a albergar una mezquita, una iglesia, una sinagoga y un centro educativo en la isla de Saadiyat, Abu Dabi.
Los principios de compasión y solidaridad humana encarnados en este texto son los mismos que posteriormente inspiraron la resolución que instauró el 4 de febrero como el Día Internacional de la Fraternidad Humana, como ha afirmado en diferentes ocasiones el Secretario General de las Naciones Unidas, António Guterres. Finalmente, el Documento sobre la Fraternidad Humana también influyó en la encíclica Fratelli tutti, tal como reconoce el papa Francisco en el mismo texto al afirmar que para escribirla se inspiró en su encuentro con Ahmed el-Tayeb en 2019.